# Country Towers Mérida
Las Country Towers son un complejo residencial de 2 edificios y rascacielos de la ciudad de Mérida, Yucatán, México. Tienen 30 pisos y una altura aproximada de 110 metros de altura, estando entre los edificios más altos del sureste mexicano.
En el mes de marzo de 2013, se le otorga el título de edificio más alto de la ciudad de Mérida, superando la altura del Hotel Hyatt Regency, que era el edificio más alto del estado de Yucatán, ubicándose en una de las zonas más lujosas de la ciudad.

## Inauguración
El 27 de noviembre de 2014 fue inaugurada oficialmente la Torre Aqua, con una altura oficial de 107 metros. En el evento asistieron los inversionistas del proyecto: Roberto Kelleher, Emilio Díaz Castellanos y Oswaldo Millet Palomeque así como el gobernador del estado de Yucatán, Rolando Zapata Bello y el presidente municipal de Mérida, Renán Barrera Concha. 
El 3 de diciembre de 2015 fue inaugurada oficialmente la Torre Terra, de igual manera con 107 metros de altura.

## Detalles importantes
- Son los primeros rascacielos que superan los 100 metros de altura en el estado de Yucatán.
- Son los edificios más altos desde Puebla hasta Panamá.[6]